# Nezumia polylepis
Nezumia polylepis es una especie de pez de la familia Macrouridae en el orden de los Gadiformes.

## Morfología
• Los machos pueden llegar alcanzar los 14,3 cm de longitud total.

## Hábitat
Es un pez de aguas profundas que vive entre 353-786 m de profundidad.

## Distribución geográfica
Se encuentra en el Índico: Zanzíbar y Bahía de Bengala.